# Alysiasta levigata
Alysiasta levigata är en stekelart som beskrevs av Fischer 2006. Alysiasta levigata ingår i släktet Alysiasta och familjen bracksteklar. Inga underarter finns listade i Catalogue of Life.